# Yüreğir (district)
Yüreğir is een Turks district in de provincie Adana en telt 424.999 inwoners (2017). Het district heeft, op  Seyhan na, de grootste bevolking van de provincie Adana. Het district heeft een oppervlakte van 1443,3 km². Yüreğir omvat een deel van de stad Adana.
De bevolkingsontwikkeling van het district is weergegeven in onderstaande tabel.
| 1997    | 2000    | 2007    | 2017    |
| ------- | ------- | ------- | ------- |
| 398.374 | 454.723 | 522.265 | 424.999 |

## Gemeenten in het district
| Gemeente             | Inwonertal (2007) |
| -------------------- | ----------------- |
| Yüreðir Belediyesi   | 375.954           |
| Çelemli Belediyesi   | 1.500             |
| Sofulu Belediyesi    | 34.314            |
| Ýncirlik Belediyesi  | 12.777            |
| Yakapinar Belediyesi | 5.765             |
| Doðankent Belediyesi | 15.298            |
| Havutlu Belediyesi   | 6.499             |
| Solakli Belediyesi   | 9.506             |
| Abdioðlu Belediyesi  | 5.475             |
| Yunusoðlu Belediyesi | 7.435             |
| Baklali Belediyesi   | 2.386             |
| Suluca Belediyesi    | 2.928             |
| Kürkçüler Belediyesi | 9.932             |
| Geçitli Belediyesi   | 3.203             |
| Buruk Belediyesi     | 5.055             |

## Plaatsen in het district
Aflak • Ağzıbüyük • Akdam • Akkuyu • Akpınar • Alihocalı • Avcılar • Aydıncık • Aydınyurdu • Ayvalı • Bayramhacılı • Belören • Beyceli • Boynuyoğun • Boztepe • Büyükkapılı • Camili • Cerenli • Cihadiye • Çağırganlı • Çamlıca • Çarkıpare • Çatalpınar • Çaylı • Çınarlı • Çiçekli • Çine • Çirişgediği • Çotlu • Danışment • Dedepınarı • Denizkuyusu • Dutluca • Düzce • Eğeciuşağı • Esenler • Gökbüket • Güveloğlu • Hacıali • Hakkıbeyli • Hasanbeyli • Herekli • Hocallı • Irmakbaşı • Kadıköy • Karaahmetli • Karaömerli • Karayusuflu • Kargakekeç • Karlık • Kaşlıca • Kaşobası • Kayarlı • Kepeztepe • Kılbaş • Kılıçlı • Kızılkaş • Köklüce • Kösefakılı • Kütüklü • Maltepe • Menekşe • Mustafalar • Mutlu • Paşaköy • Sağdıçlı • Sarıçam • Şahinağa • Şıhmurat • Turunçlu • Ünlüce • Vayvaylı • Yağızlar • Yarımca • Yeniköy • Yeniyayla • Yerdelen • Yukarıçiçekli • Zağarlı